# Mastaba de Ti

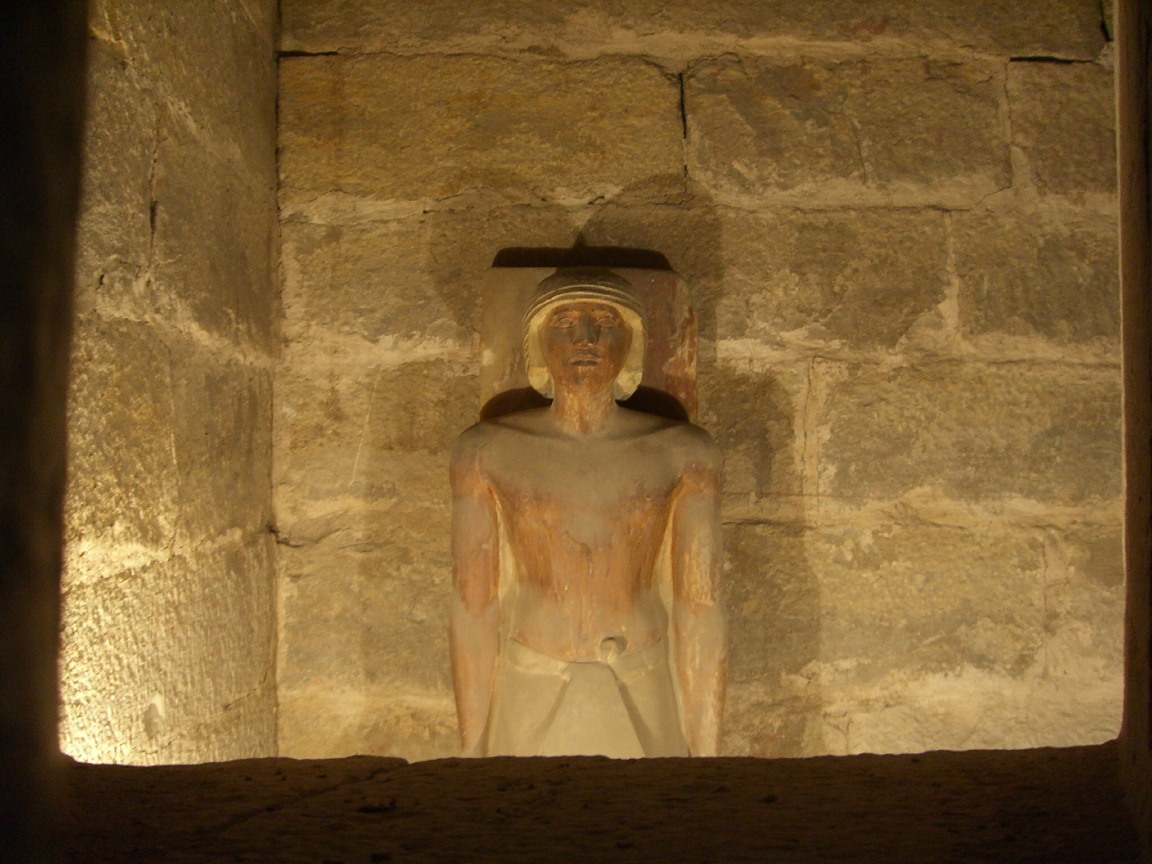
Estàtua de Ti, al serdab de la seva mastaba

La mastaba de Ti és un dels més importants jaciments arqueològics de Saqqara. Fou descoberta l'any 1860 per Auguste Mariette.
Ti (també transcrit «Ty») va ser un alt funcionari de la cort sota diversos faraons de la V dinastia d'Egipte, dels quals l'últim va ser Niuserre, a la fi del segle XXV aC i començament del segle XXIV aC. La seva funció era de «director dels perruquers de la Gran Casa», cosa que feia que fos una persona pròxima al sobirà.
De la seva importància és testimoniatge la construcció d'una mastaba per a la seva tomba.

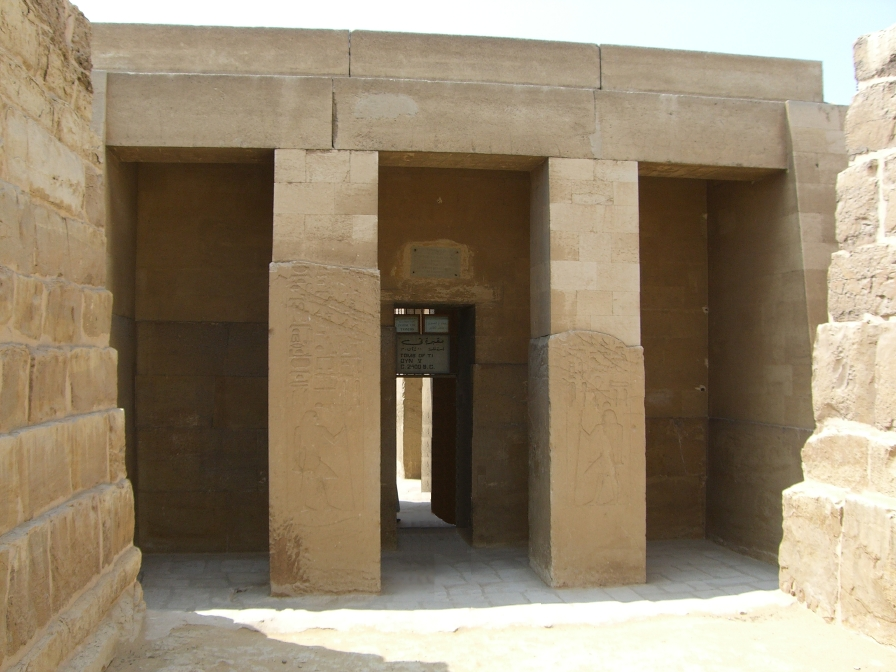
Entrada
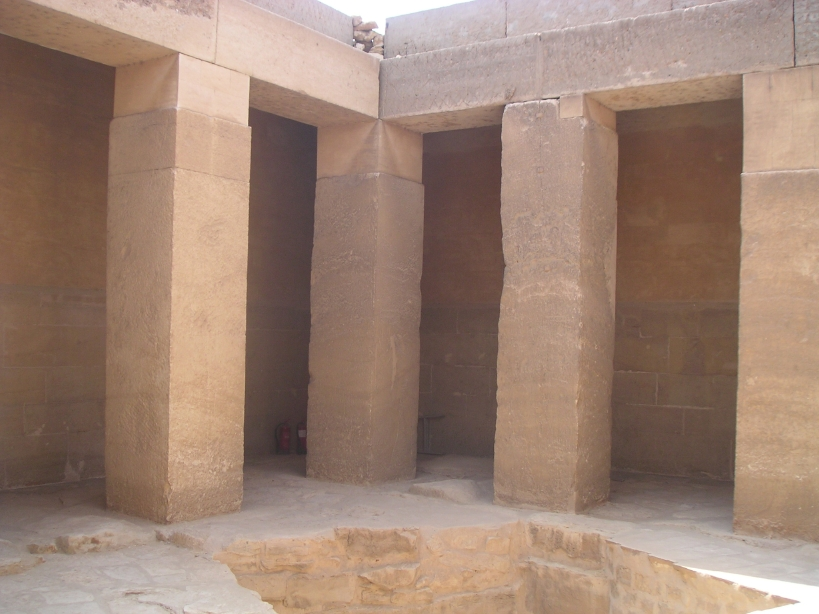
Pati
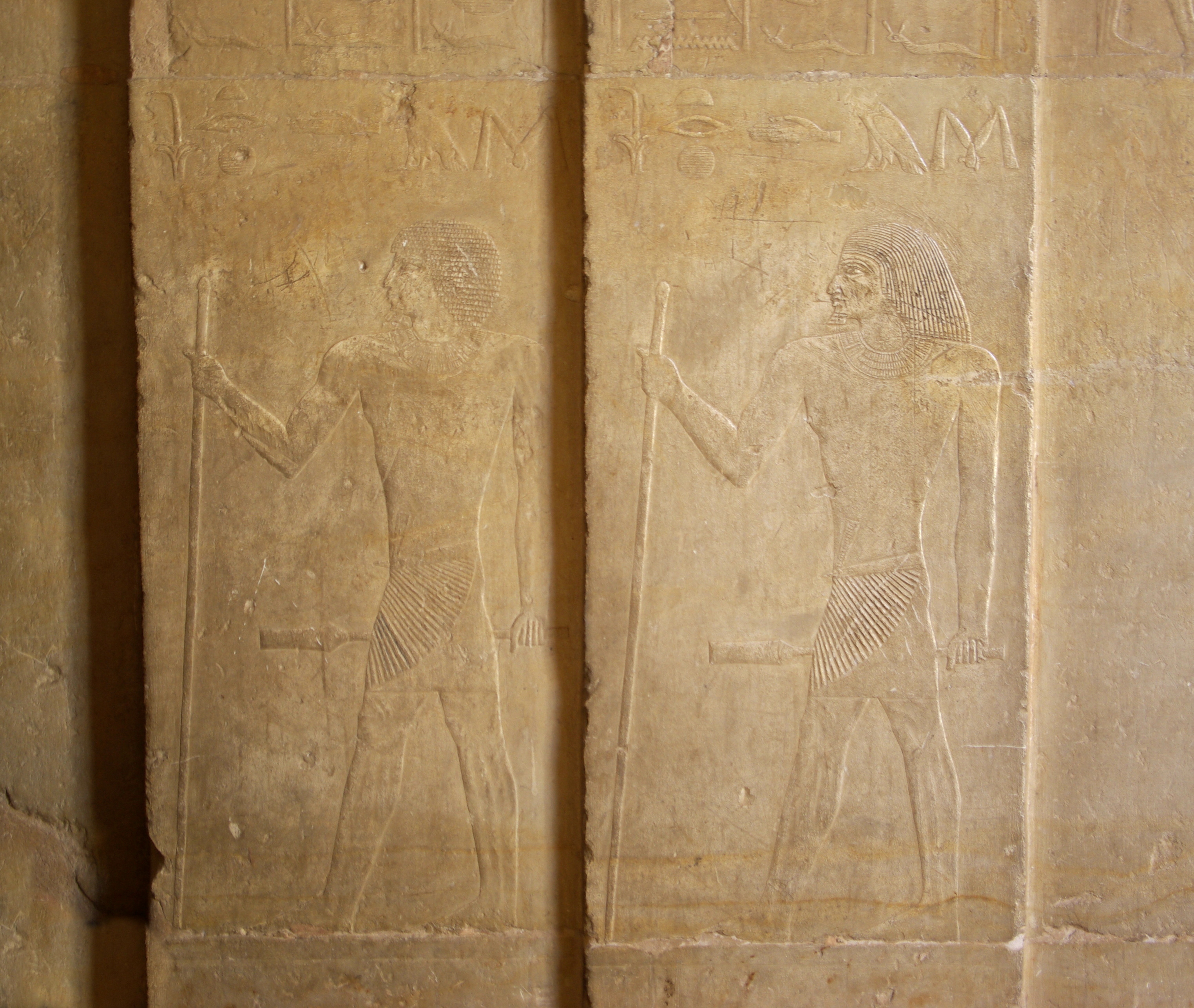
Relleu
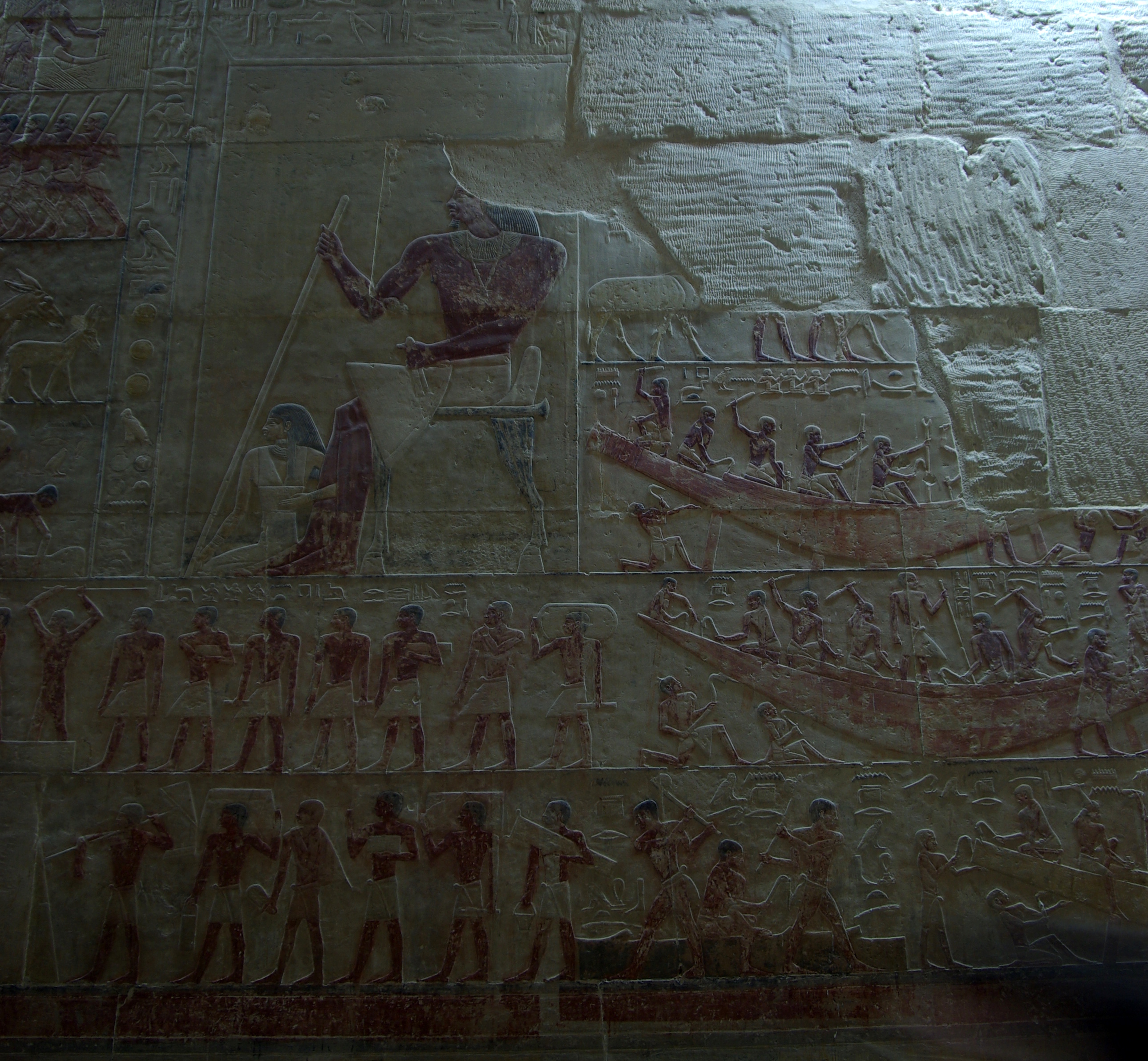
Relleu
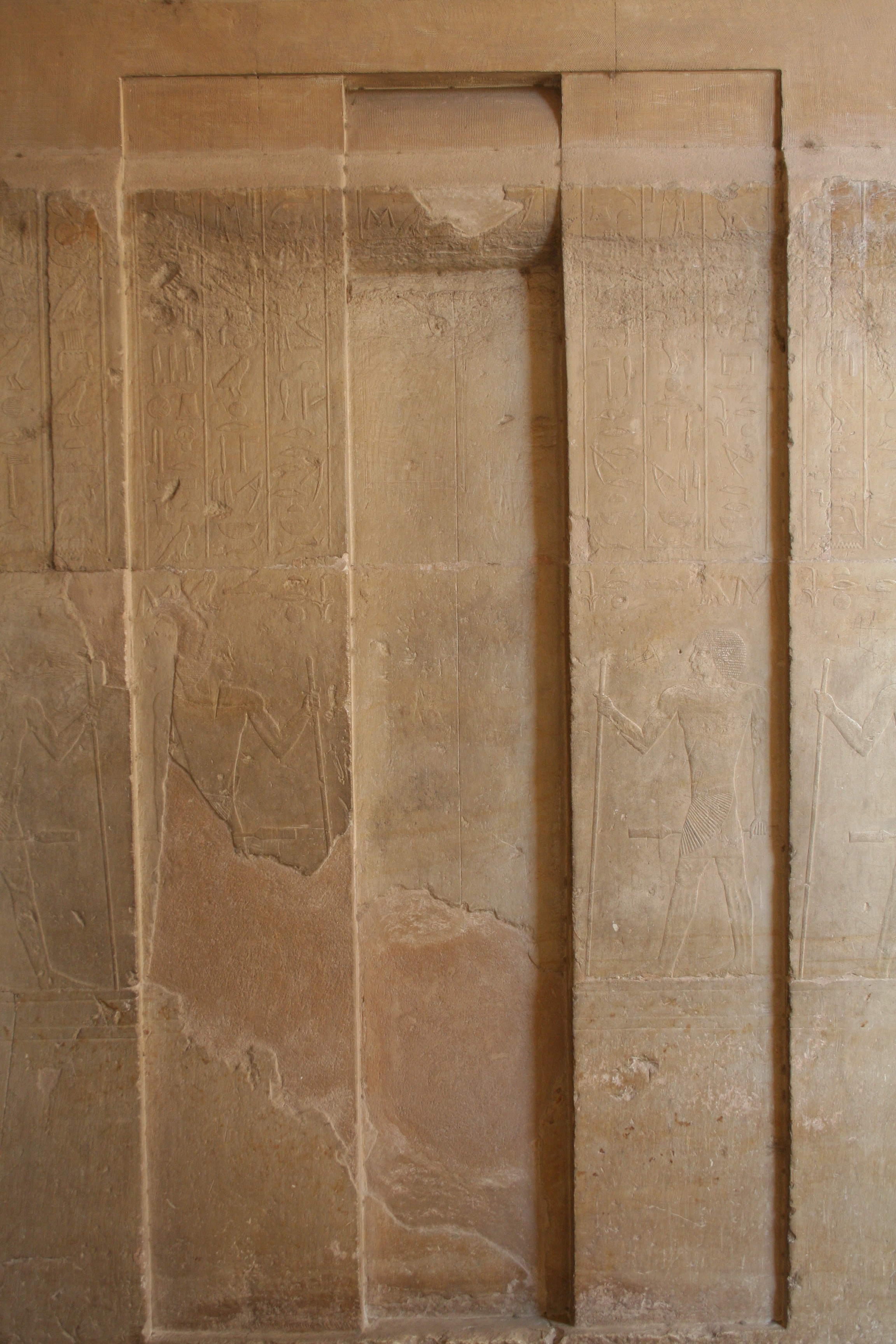
Porta falsa
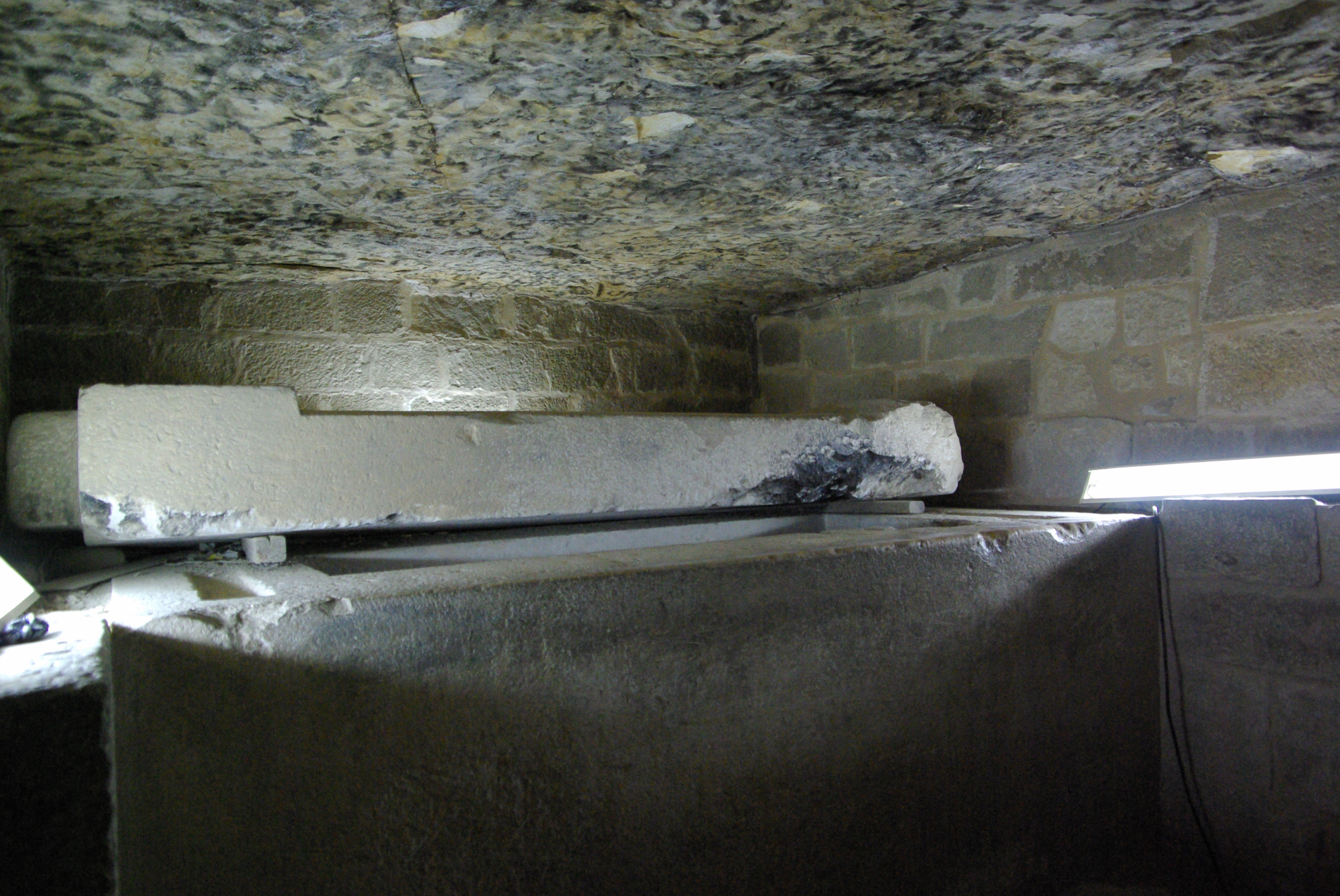
Cambra sepulcral, amb el sarcòfag
Planta